# A Piss-up in a Brewery
A Piss-up in a Brewery – akustyczna płyta koncertowa (wideo) zespołu Marillion. Początkowo dostępna była tylko przez Internet, później została wydana także na DVD. Nagrana została 17 listopada 2000 w Bass Museum, Burton-on-Trent, Anglia. Na utworach Sympathy, Number One, Dry Land i How Will You Go zespołowi towarzyszyła Stephanie Sobey-Jones na wiolonczeli.

## Lista utworów
1. Go!
2. After Me
3. Alone Again in the Lap of Luxury
4. Cinderella Search
5. The Space
6. A Collection
7. Beautiful
8. Afraid of Sunrise
9. Sympathy
10. Number One
11. Dry Land
12. Sugar Mice
13. Gazpacho
14. 80 Days
15. Answering Machine
16. How Will You Go (cover Crowded House)
17. Cannibal Surf Babe
18. Way Over Yonder (cover Carole King)
19. Let it Be (cover The Beatles)

### Bonusy DVD
1. Photo Gallery
2. Map of the World (Acoustic)